# Felix Brandel
Gustav Felix Brandel, född 27 november 1900 i Torpa församling i Östergötlands län, död 29 juni 1971 i Torpa församling i Östergötlands län, var en svensk företagsledare.
Felix Brandel var son till disponenten Ernst Brandel, vars farfar tillhörde adliga ätten Grönhagen, och Märtha Bergström. Han avlade studentexamen i Linköping 1920, blev disponent i Tranås Bryggeri AB 1926 och var verkställande direktör där 1948–1960. Han var också fastighetsförvaltare samt chef och delägare i Falkgatans bilverkstad AB från 1962. Brandel blev styrelseordförande i Tranås väveri AB 1948, Fastighets AB Lövstad 1948, Fastighets AB Berget-Holmen 1960 och Falkgatans bilverkstad AB 1962.
Han gifte sig 1928 med Margareta Carlsson (1903–1995), dotter till grosshandlaren Gottfrid Carlsson och Anna Svensson. De fick barnen Ulla (född 1931) och Göran (född 1934).
Felix Brandel är begravd i Brandelska släktgraven på Torpa kyrkogård i Ydre kommun.